# 래트
래트(영어: rat)는 다양한 중간 크기의 몸집에, 긴 꼬리를 가지고 있는 설치류이다. 래트의 종은 설치목 전체에 걸쳐 발견되지만, 고정관념적인 쥐는 시궁쥐속에서 발견할 수 있다. 다른 쥐 속으로는 숲쥐속, 반디쿠트쥐속, 캥거루쥐속이 있다.
래트는 일반적으로 크기에 따라 쥐(mouse)와 구별된다. 일반적으로 큰 쥐상과의 설치류의 일반명에는 "래트(rat)"라는 단어가 포함되고, 작은 쥐상과의 설치류의 일반명에는 "쥐(mouse)"라는 단어가 포함된다. 래트(rat)와 쥐(mouse)라는 일반적인 용어는 분류학적으로 구체적이지 못하다. 전 세계적으로 56종의 래트가 알려져 있다.

## 같이 보기
- 쥐
- 생쥐
- 설치류

## 더 읽을거리
- List of books and articles about rats, is a non-fiction list.
- Smith, Robert (Rat-catcher) (1786) The universal directory for taking alive and destroying rats